# 溢達集團
溢達集團（英語：Esquel Group）於1978年由楊元龍創立，現任主席是創辦人的女兒楊敏德。溢達是一家多元化生產的棉紡織品商業集團，擁有從棉籽研究到零售的垂直整合供應鏈。
集團總部設在香港灣仔港灣道海港中心，在中國、斯里蘭卡和越南設有製造工廠，並在銷售到全球市場。現主要客戶包括李寧、安踏 、斐樂、佐丹奴和無印良品等亞太區時尚界。

## 業務
經營領域涉及棉花種植、紡紗、織布、染整、製衣、出口和零售等，是一家從棉花種植到成衣的紡織公司，是跨國公司之一，主要產品為全棉襯衫生產及出口。
溢達集團的生產基地設於中國大陸、斯里蘭卡、越南等地。另外，溢達另有自行開發之時裝品牌「棉衣工房」、「派」和「十如仕」（英文名稱為DETERMINANT）。

## 中國業務
- 1988年，其中廣東溢達紡織有限公司是溢達集團最大的子公司，投資總額達4.02億美元。
- 1994年，先后在江蘇常州和浙江寧波設立製衣廠。
- 1995年，在新疆烏魯木齊和吐魯番開設紡紗廠，分別擁有5萬和7.6萬紗錠，投資額1億美元
- 1998年，在高明楊梅成立2家製衣廠。
- 2007年，中國工廠向全球出口近4千萬件。
- 2016年，開設「十如仕」品牌。

## 爭議
溢達集團位於新疆昌吉市的昌吉溢達紡織，在2020年7月被美國商務部制裁。美國指昌吉溢達紡織與其他十家一同被制裁的中國企業都涉及新疆的人權問題，包括強制勞動、採集基因等。溢達集團行政總裁車克燾否認指控，更稱巴不得指控者親自來調查，還集團一個清白。